# Bislev Kirke
Bislev Kirke ligger i Bislev Sogn i Himmerland i det tidligere Hornum Herred, Ålborg Amt, nu Aalborg Kommune, Region Nordjylland. Kirken gennemgik en omfattende restaurering i 1905.
Kirken består af kor og skib fra romansk tid samt gotisk tårn. De romanske bygningsdele er opført af granitkvadre over skråkantsokkel, murværket er dog noget omsat. Syd og norddør er begge tilmurede. Norddøren har halvrundt tympanon.
I korets nordmur ses en skakternsten med 8 vandrette og 16 lodrette rækker. Stenens øverste højre hjørne med ca. 8 felter er repareret.
Korbuen er noget udvidet men har bevaret sine oprindelige kragsten. Skibet har fladt bjælkeloft, koret har i sengotisk tid fået indbygget ottedelt hvælv. Altertavlen er en lutheransk fløjaltertavle fra slutningen af 1500-tallet, i storfeltet ses Gravlæggelsen af Hans Sager fra 1686. Altertavlen bærer våben for Christoffer Mikkelsen Tornekrans og Dorte Juul. Prædikestolen er fra 1588 og bærer samme våben som altertavlen. I koret ses et epitafium med anevåben over Christopher Tornekrans (død 1602) og hans hustru Dorthe Juul samt datteren Maren, her står fejlagtigt, at han døde i 1582.
I korbuens nordvange ses et Kristushoved i marmor, der formodentlig er opsat i 1899 da Niels Juul-Rysensteen døde, på hans gravminde på kirkegården er der indhugget et lignede Kristushoved. Kirken har tidligere haft et herskabspulpitur mod vest, det er nu fjernet, men det bemalede loft er bevaret og ophængt i skibets vestende, det har tidligere været ophængt over orglet. To malede fyldninger med våben for Juel og Bille er opstillet foran orglet. I 2005-06 blev kirkens indre hovedistandsat, Erik Heide har udført den nye alterskranke og farvelagt stoleværket, alterskranken i smedejern og forgyldt bronze symboliserer den tomme grav.
Indtil 1905 sad over syddøren en romansk billedsten med kampscener, den er nu flyttet til skibets vestvæg. På relieffet ses to kæmpende ryttere, den ene med spidsovalt skjold den anden med rundt skjold, disse ryttere er afbildet på 1000-kronesedlen. Nogle mener, der er tale om en gravsten, men billedstenen kan også have været syddørens oprindelige overligger.
Den romanske døbefont af granit er ganske enkel med glat kumme, rundt skaft og firkantet fod.